# Stachys arvensis
Stachys arvensis es una especie de planta herbácea de la familia Lamiaceae. Es originaria de Macaronesia hasta Taiwán.

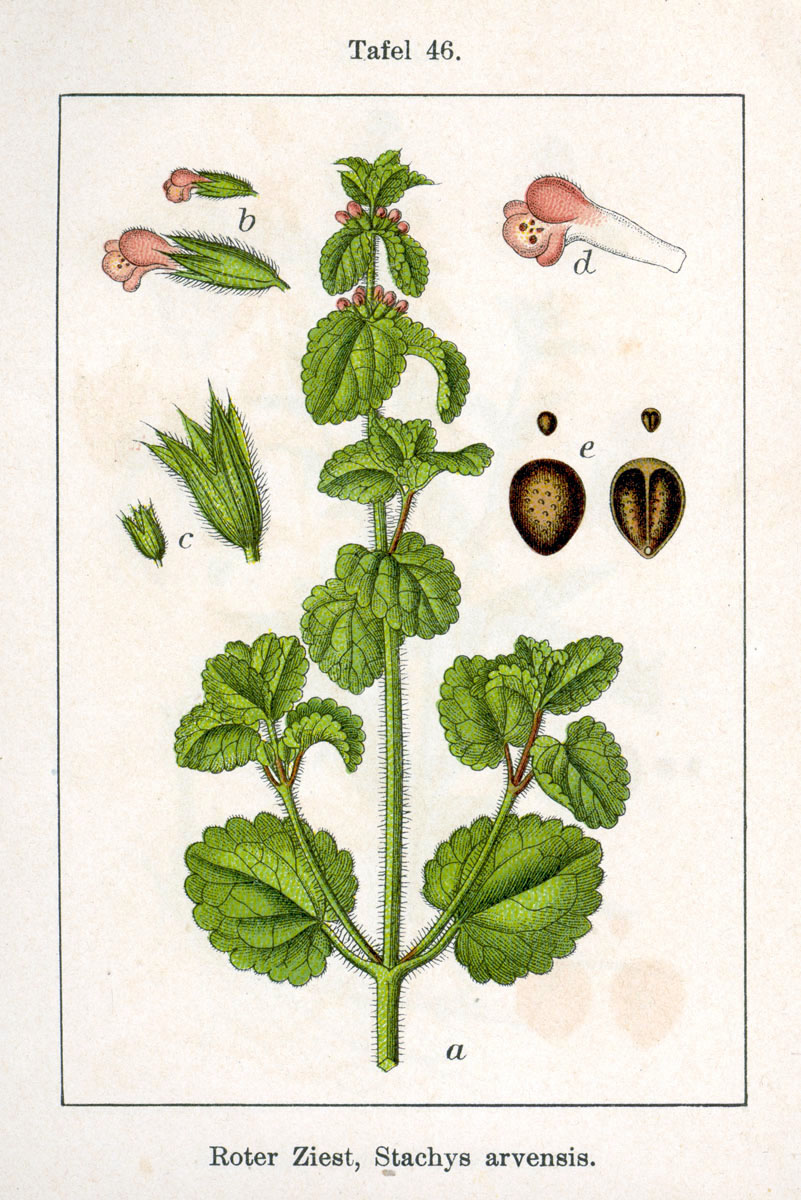
Ilustración

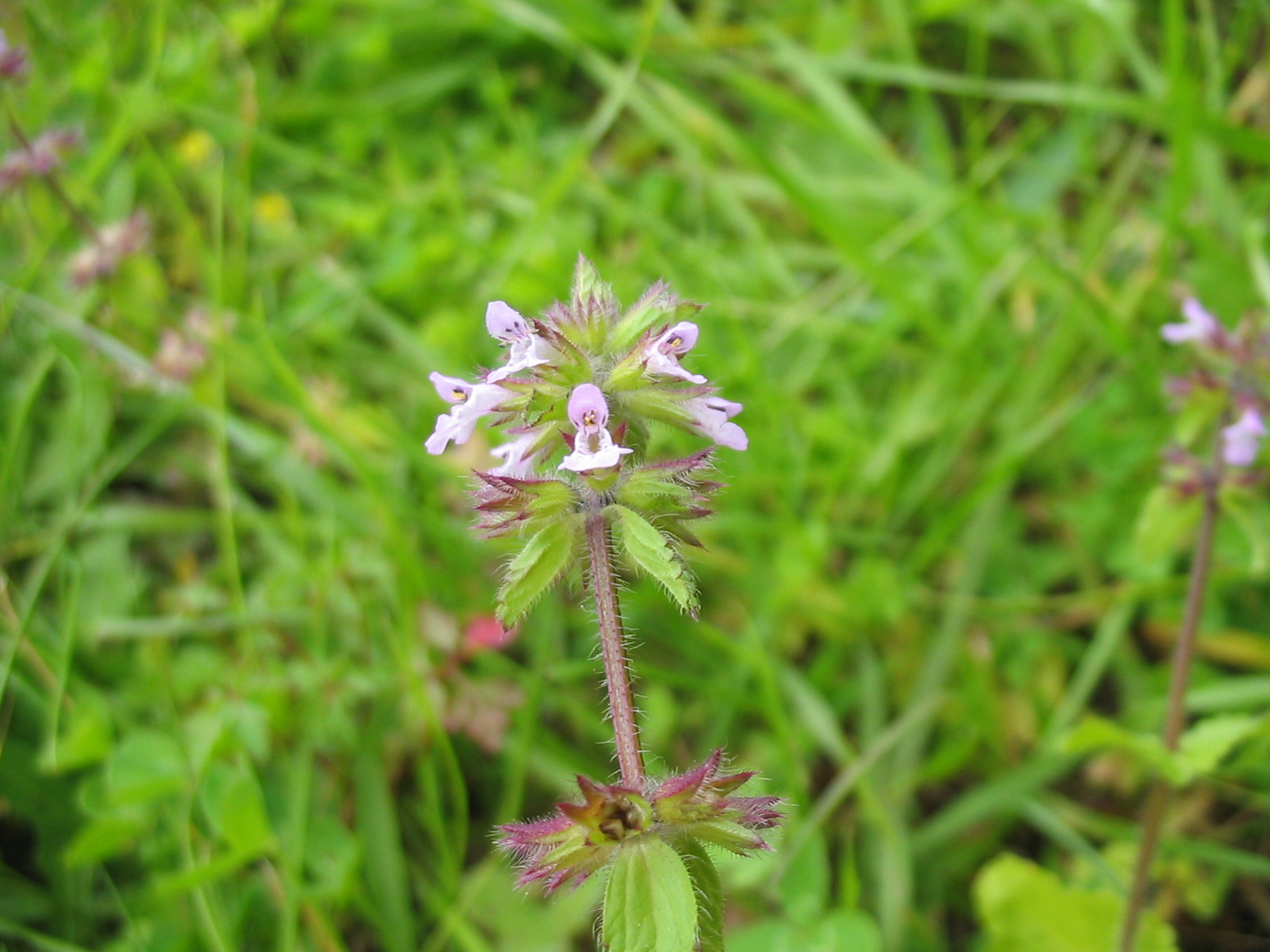
Flores

## Descripción
Es una planta herbácea anual y pelosa, con numerosas tallos floríferos erectos. Las hojas son ovato-cordadas y crenadas. Las flores están agrupadas en verticilastros distantes entre ellos, con 2-6 flores cada uno. La corola es pequeña y de color rosado o blanco. Difiere de Stachys brachyclada  por tener el labio superior de la corola entero y el cáliz con dientes mucronadas 

## Distribución y hábitat
Se encuentra en Macaronesia, Europa hasta Taiwán en pastizales de anuales sobre suelos ácidos y arenosos. También se puede encontrar el departamento de Apurimac Perú. Se ha encontrado con frecuencia en la zona urbana de Bogotá, Colombia (barrio Teusaquillo).

## Taxonomía
Stachys ajugoides fue descrita por Carlos Linneo y publicado en Species Plantarum, Editio Secunda 2: 814. 1763.
Etimología
Ver: Stachys
arvensis: epíteto que procede del latín arva, que significa campo de labranza, es decir, que se trata de una especie que aparece en campos cultivados.
Citología
Número de cromosomas de Stachys arvensis  (Fam. Labiatae) y táxones infraespecíficos
2n=10.
Sinonimia
- Glechoma arvensis L., Sp. Pl.: 578 (1753).
- Cardiaca arvensis (L.) Lam., Fl. Franç. 2: 383 (1779).
- Trixago arvensis (L.) Hoffmanns. & Link, Fl. Portug. 1: 102 (1809).
- Trixella arvensis (L.) Fourr., Ann. Soc. Linn. Lyon, n.s., 17: 135 (1869).
- Glechoma belgica L., Sp. Pl.: 578 (1753).
- Trixago punctata Gilib., Fl. Lit. Inch. 1: 73 (1782), opus utique oppr.
- Glechoma marrubiastrum Vill., Hist. Pl. Dauphiné 2: 371 (1787).
- Trixago cordifolia Moench, Methodus: 398 (1794).
- Trixago colorata C.Presl, Fl. Sicul.: xxxvii (1826).
- Stachys brasiliensis Benth., Labiat. Gen. Spec.: 550 (1834).[5]

## Nombres comunes
- Castellano: hierba de gato, hierba del gato, matapollos, cancercora.[3]